# Делла Фьори, Фабрицио
Фабрицио Делла Фьори (Фиори) (род. 1 сентября 1951, Формигара, Ломбардия) — итальянский баскетболист, чемпион Италии, призёр чемпионата Европы, призёр летних Олимпийских игр 1980 года в Москве, участник двух Олимпиад.

## Карьера
Начал играть в клубе «Канту» в 1967 году. В 1968 и 1975 годах становился чемпионом Италии. В 1979 году перешёл в клуб Reyer Venezia, в котором играл до 1981 года. Затем до 1984 года играл в «Варезе». Последние два сезона в своей карьере сыграл в клубах «APU Udine» и «Robur Varese».
В 1975 году в составе сборной Италии стал бронзовым призёром чемпионата Европы. На следующий год участвовал в летних Олимпийских играх 1976 года в Монреале, где итальянцы стали пятыми. Через четыре года в Москве команда Италии завоевала олимпийское серебро.
В 2014 году имя Делла Фьори было включено в Зал Славы итальянского баскетбола.